# Impasse (jeu)
Pour les articles homonymes, voir Impasse (homonymie).
Au jeu de bridge ainsi que dans des jeux similaires à base de levées, l'impasse est une technique de base. Elle consiste à parier sur la présence d'une carte maîtresse dans une main adverse et, donc, à fournir une carte inférieure dans l'espoir de faire quand même le pli.
Par exemple, au bridge, avec l'As et la Dame, on fournira la Dame dans l'espoir que le joueur situé derrière soi ne possède pas le Roi.
Il existe de multiples façons de mettre en œuvre cette technique, la dernière et non la moins difficile étant de ne pas l'utiliser du tout (techniques de mise en main).

## Utilisation dans les jeux de cartes autres que le bridge
La technique de l'impasse est fréquente au bridge, un peu moins à la belote et il est très rare qu'on en fasse au tarot du fait des coupes très rapides.

## Exemple au bridge
| ♠ | R V 9 5 2 |
| ♥ | …………      |
| ♦ | …………      |
| ♣ | …………      |

| ♠ | (D) x x |
| ♥ | …………    |
| ♦ | …………    |
| ♣ | …………    |

| ♠ | ………… |
| ♥ | ………… |
| ♦ | ………… |
| ♣ | ………… |

| ♠ | A 7 4 |
| ♥ | …………  |
| ♦ | …………  |
| ♣ | …………  |

| ♠ | R V 9 5 2 |
| ♥ | …………      |
| ♦ | …………      |
| ♣ | …………      |

| ♠ | (D) x x |
| ♥ | …………    |
| ♦ | …………    |
| ♣ | …………    |

| ♠ | ………… |
| ♥ | ………… |
| ♦ | ………… |
| ♣ | ………… |

| ♠ | A 7 4 |
| ♥ | …………  |
| ♦ | …………  |
| ♣ | …………  |

| ♠ | R V 9 5 2 |
| ♥ | …………      |
| ♦ | …………      |
| ♣ | …………      |

| ♠ | (D) x x |
| ♥ | …………    |
| ♦ | …………    |
| ♣ | …………    |

| ♠ | ………… |
| ♥ | ………… |
| ♦ | ………… |
| ♣ | ………… |

| ♠ | A 7 4 |
| ♥ | …………  |
| ♦ | …………  |
| ♣ | …………  |

| ♠ | R V 9 5 2 |
| ♥ | …………      |
| ♦ | …………      |
| ♣ | …………      |

| ♠ | (D) x x |
| ♥ | …………    |
| ♦ | …………    |
| ♣ | …………    |

| ♠ | ………… |
| ♥ | ………… |
| ♦ | ………… |
| ♣ | ………… |

| ♠ | A 7 4 |
| ♥ | …………  |
| ♦ | …………  |
| ♣ | …………  |

Dans l'exemple de droite, Sud peut espérer faire 5 levées à pique si la dame est en Ouest, accompagnée d'une ou deux autres cartes. Il lui suffit de jouer d'abord l'As de pique (au cas où la dame serait sèche dans l'une ou l'autre main adverse)
- si la Dame n'est pas tombée, il repart à pique :
  - si Ouest met une petite carte, il passe le Valet ;
  - si Ouest met la Dame, il prend du Roi.
- si la Dame est tombée en Est, Sud a tout intérêt à faire maintenant l'impasse au 10 de pique en Ouest, ce qui lui permettra de faire toutes les levées malgré la répartition 10 8 6 3 - D des piques.

## Cas Particuliers
Certaines impasses ont un objectif ou une mise en place particuliers. Ainsi, on peut distinguer :
- l'Impasse d'Oslo consistant à faire une impasse d'apparence inutile en vue de se créer une communication supplémentaire
- l'expasse où une possibilité de coupe par le partenaire permet de ne pas perdre de levée dans la couleur si l'impasse réussit.

### Double impasse
La double impasse est une impasse dans une couleur où il manque deux cartes.
| ♦ A V 10 |
|          |
| ♦ 7 5    |

Ici, en présence de communications suffisantes, si vous jouez deux fois ♦ en partant de la main de sud et en ne mettant l'As que si un honneur apparait à gauche, vous ferez deux plis à ♦ dans 76 % des cas
| ♦ A R 10 9 |
|            |
| ♦ 7 5 4    |

Dans ce second exemple à Sans-atout et en présence de communications en suffisance, en impassant la dame et le valet, vous avez à priori 24 % de chance de faire 4 plis à ♦, 52 % de chance d'en faire 3 et 24 % de chance de faire 2 plis. 
Si vous renoncez à l'impasse et tirez As-Roi en tête, vos chances de faire 4 plis à carreau sont d'environ 3 %, 3 plis : 66 % , 2 plis: 31 %. Cette seconde ligne de jeu peut être améliorée si vous avez la possibilité de faire l'impasse au cas où le joueur de droite s'avère chicane carreau ou jette un honneur au premier tour carreau : 4 plis: 4 %, 3 plis: 66 %, 2 plis 30 %

### Impasse forçante sans atout
| ♦ A 2 |
|       |
| ♦ D V |

Si Sud part de la Dame ou du Valet de ♦, il incite Ouest à jouer le Roi selon le principe honneur sur honneur. Sud fera 2 levées quoi qu'il arrive.
Les impasses forçantes rendent assez facile pour le déclarant (Sud) de tromper Ouest. En effet, la main de Sud est cachée, et 2 autres positions sont possibles :
| A 2 |
|     |
| D 3 |

| A 2    |
|        |
| D V 10 |

Dans la position 1, il est absolument nécessaire que Ouest couvre la Dame avec le Roi, sans quoi le déclarant va faire 2 levées à la couleur.
Dans la position 2, il ne faut surtout pas que Ouest couvre, car le déclarant va faire 3 levées à la couleur alors que seulement 2 levées sont légitimes.

Ce genre de manœuvre du déclarant a d'autant plus de chances de réussir qu'il est réalisé en début de jeu, lorsque le partenaire du joueur à la devine (Est) n'a pas encore pu signaler la parité de ses couleurs.

### Impasse forçante avec menace de coupe
| ♠ | R D V | O E | ♠ |     |
| ♥ |       | O E | ♥ | 2   |
| ♦ |       | O E | ♦ | 3 2 |
| ♣ | A     | O E | ♣ | 2   |

L'atout est ♥. Nord est en main et joue le Roi de ♠. Il espère trouver l'As de ♠ en Est.
* Si Est couvre avec l'As, il coupe avec le ♥2, remonte en Nord avec le ♣A, et les autres ♠ de Nord sont affranchis.
* Si Est ne couvre pas, il défausse un ou plusieurs ♦ perdants de Sud.

### Impasse gratuite
Une impasse gratuite est une impasse qui ne coûte rien.
| ♦ 2   |
|       |
| ♦ A D |

Vous êtes assis en Sud, et vous recevez une entame de Ouest à ♦ dans votre fourchette As-Dame. Vous réaliserez donc 2 levées quoi qu'il arrive.
Les impasses gratuites ne sont pas forcément liées à une erreur d'entame de l'adversaire. Dans certains cas, une fin de coup peut vous apporter la levée qui vous manque grâce à une impasse gratuite :
| ♠ | A 10 2 | O E | ♠ | R V 4 |
| ♥ |        | O E | ♥ |       |
| ♦ |        | O E | ♦ |       |
| ♣ | 2      | O E | ♣ | 3     |

 Personne n'a joué ♠ pour l'instant, donc la défense a encore 7 cartes à ♠, et vous savez que sa 8e carte est un ♦. 
Vous pouvez tranquillement donner la main aux défenseurs à ♦, et ils vous donneront finalement 3 levées à ♠, puisque l'impasse fonctionne dans les 2 sens.
Beaucoup de fins de coups fonctionnent selon ce principe. Par exemple, 
| ♠ | A 10 2 | O E | ♠ | R V 4 |
| ♥ | 4      | O E | ♥ | 3     |
| ♦ |        | O E | ♦ |       |
| ♣ | 2      | O E | ♣ | 3     |

 Ici, l'atout est ♥ ; il vous reste un atout dans chaque main, mais les adversaires n'ont plus d'atout. Donnez la main aux adversaires à ♣ et ils seront obligés de renvoyer ♠ dans l'une de vos fourchettes en vous donnant une impasse gratuite, ou bien de jouer une autre couleur en coupe et défausse.

## Tactiques au bridge concernant les impasses

### Faire l'impasse contre l'adversaire dangereux
| ♠   | 9 5        |
| ♥   | A 8 5 3    |
| ♦   | A V 10 5 2 |
| ♣   | V 10       |
| N S |            |
| ♠   | D V 3      |
| ♥   | R D V      |
| ♦   | D 9 4      |
| ♣   | A D 3 2    |

 Après une ouverture de Sud de 1 SA, le contrat de 3 SA a été atteint dans le silence adverse. 
Ouest entame du ♠7 (4e de sa longue). Est prend du ♠R, et rejoue le ♠2 en pair-impair du résidu.
Ouest prend avec l'As et joue un 3e tour de ♠, sur lequel Est défausse un ♥. A vous!
L'adversaire dangereux est Ouest. S'il reprend la main, il défile ses ♠. Vous devez donc éviter l'impasse à ♣ et faire l'impasse à ♦ qui donnera éventuellement la main à Est. Si Est rejoue ♣, vous prenez avec l'As et encaissez ainsi 10 levées.

### Choisir le sens d'une impasse bidirectionnelle
| ♠   | R V 3 2    |
| ♥   | A 5 4      |
| ♦   | A V 2      |
| ♣   | V 3 2      |
| N S |            |
| ♠   | A 10 6 5 4 |
| ♥   | 6 3 2      |
| ♦   | D 10 9     |
| ♣   | D 4        |

Sud joue le contrat de 2♠ alors que Ouest avait ouvert les enchères à 1♥. Ouest entame du ♥R.
Il importe de décider si on tire les atouts en tête d'abord l'As puis le Roi, ou bien si on fait l'impasse à la Dame et dans quel sens. 
Le décompte des points H des adversaires aurait tendance à privilégier la place de la Dame chez Ouest, mais on connaît la présence de 5 cartes à ♥ chez Ouest et 2 cartes chez Est. Dès lors, il est probable que Ouest n'ait pas 2 cartes à ♠.
On tire donc le Roi de ♠ du mort (pour se prémunir contre une Dame sèche), et si Est fournit une petite carte, on fait l'impasse à la Dame contre Est. 

### Cumuler les chances
| ♠   | 10 6 5 3  |
| ♥   | A D V 6   |
| ♦   | D V       |
| ♣   | D 6 3     |
| N S |           |
| ♠   | A R D V 2 |
| ♥   | R 5 4     |
| ♦   | A 6       |
| ♣   | A 6 2     |

Le contrat est 6♠ joué par Sud. L'entame est le ♠7.
Il s'agit de cumuler la chance de l'impasse à ♦ avec la chance de trouver le Roi de ♣ bien placée. On doit ainsi arriver à 75% de chances de faire le chelem. Dans quel ordre faut-il réaliser les 2 opérations ?
Il ne faut pas commencer par l'impasse à ♦, car si elle rate on perd aussi le Roi de ♣. En revanche, si on commence par chercher le Roi de ♣, et que celui-ci est mal placé, on peut toujours faire l'impasse à ♦, et si celle-ci réussit, on réalise aussi 12 levées.